# U.S. Route 385
L'U.S. Route 385 è una highway (strada a carattere nazionale) statunitense. Fu aperta nel 1958. Collega Deadwood (Dakota del Sud) a Fort Stockton (Texas) attraverso gli stati Texas, Oklahoma, Colorado, Nebraska e Dakota del Sud. La distanza complessiva è di 1941 km (1 206 miglia).